# XB-48轟炸機
XB-48轟炸機是1940年代中期由格倫·L·馬丁公司研製的中型噴射轟炸機。該機的競爭對手為B-47轟炸機。B-48從未投入生產階段，並在製造兩架原型機（序號為45-59585和45-59586）後就取消。

## 發展

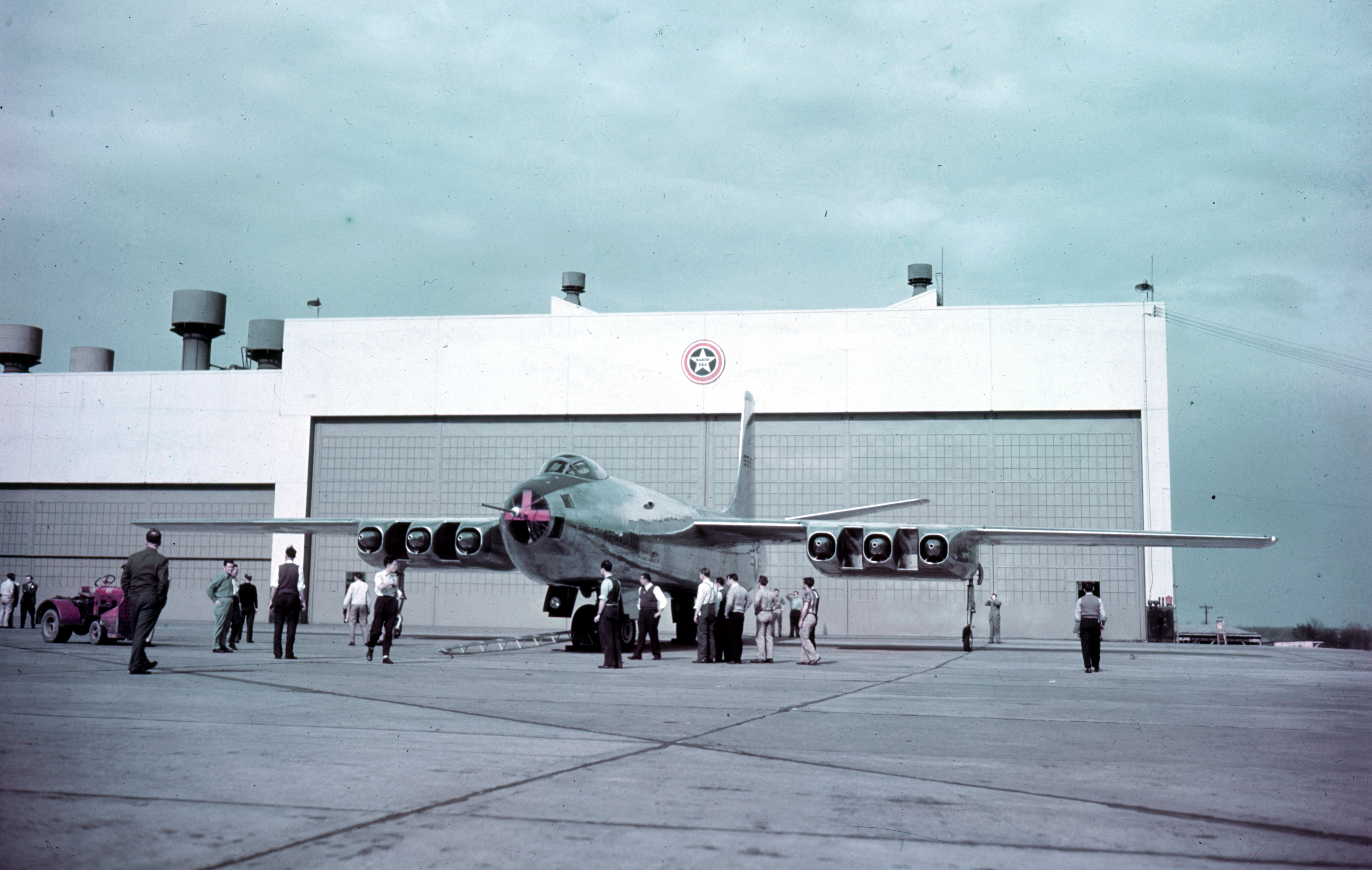
XB-48原型機

1944年，美國戰爭部發布了一系列從80,000pounds(36,000 kg)到超過200,000pounds（91,000kg）不等的中型轟炸機的標案。該方案稱為45方案，競爭的飛機包括XB-45和XB-46。儘管B-45最終獲選，但也在服役幾年後就被B-47轟炸機所取代取代。
所有45方案（The Class of '45）的轟炸機其實都是螺旋槳轉往渦輪噴射引擎的過渡機種而XB-48 也不例外，因為其圓形機身和未後掠的機翼都凸顯出其與B-26轟炸機的相似性。儘管如此，B-26僅需兩具大型18缸星型發動機，而 XB-48則需要至少六具噴氣發動機。
在設計XB-48 時，噴射引擎的研發仍處於起步階段。而且，雖然表面上看起來有六個獨立的發動機短艙（即每個機翼下有三個），但XB-48實際上只有兩個異常寬的三引擎短艙。每個發動機艙還包含一組複雜的空氣管道，構成引擎的冷卻系統。XB-48是第一架採用自行車式起落架設計的飛機，先前曾在改裝的B-26上進行測試。

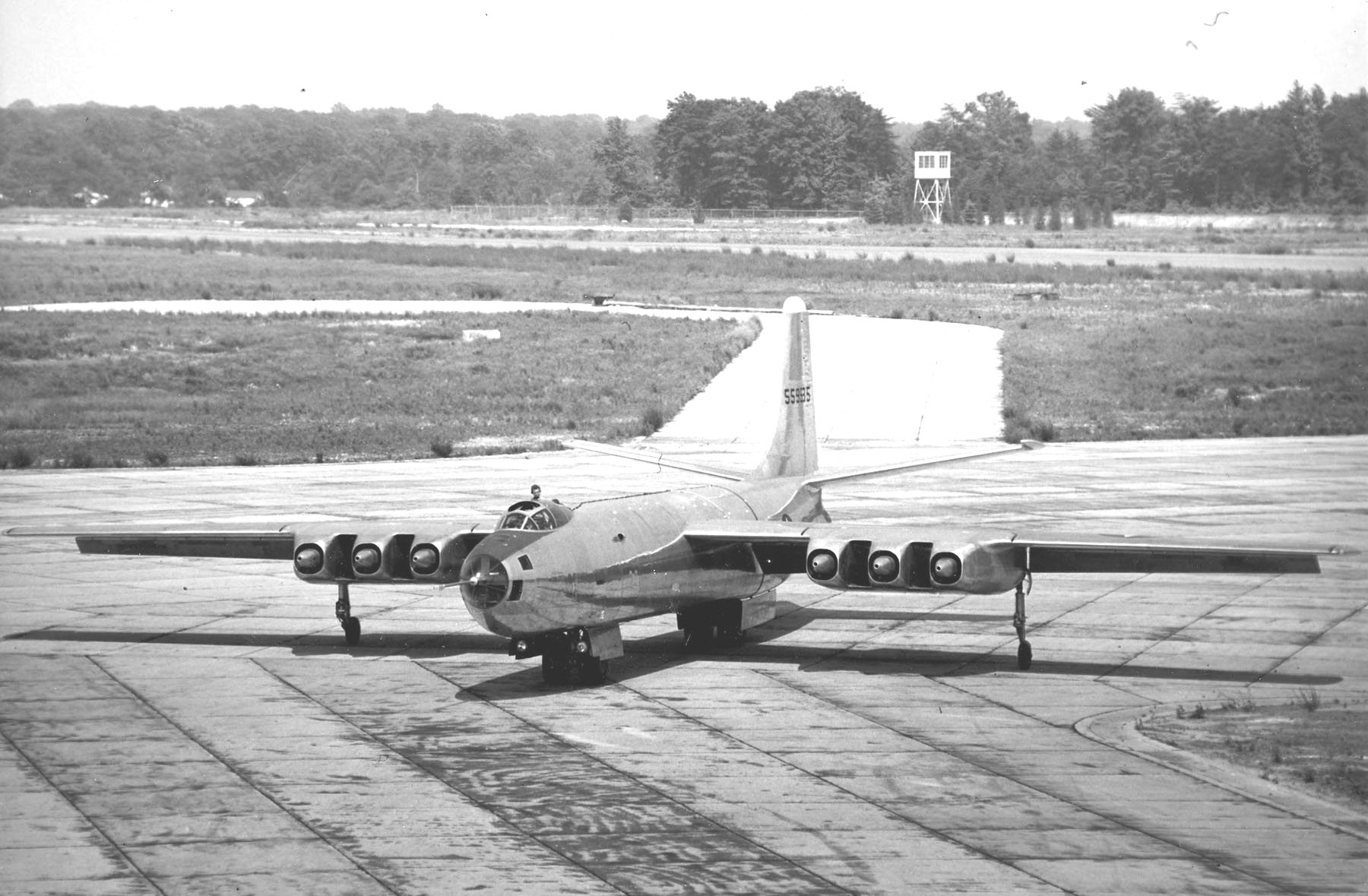
滑行中的XB-48

XB-48於1947年6月22日首飛，從位於馬里蘭州巴爾的摩的馬丁工廠飛往帕圖森河海軍航空站，飛行時間為37分鐘、速度為73mi（117km），當飛行員帕特·蒂布斯（Pat Tibbs）向專門設計但反應非常慢且不靈敏的空氣製動桿施加重壓時，著陸時安裝的起落架發生了故障但，其前後四個輪胎全部爆裂。幸運的是，蒂布斯和副駕駛達奇·蓋爾文（Dutch Gelvin）沒有受傷。

### 註記
1. ↑  Knaack, Marcelle Size. Encyclopedia of U.S. Air Force Aircraft and Missile Systems: Volume II: Post-World War II Bombers, 1945–1973. Washington, DC: Office of Air Force History, 1988. ISBN 0-16-002260-6.
2. 1 2  Jones 1969
3. ↑  "Fact Sheet: Martin XB-48." 的存檔，存档日期2007-06-29. National Museum of the United States Air Force. Retrieved: 5 July 2010.
4. ↑  Mizrahi 1999, pp. 50–52.

### 書目
- Ginter, Steve. Martin XB-48.Simi Valley, California: Steve Ginter Books, 2022. ISBN 979-8-9854726-9-1
- Jones, Lloyd S. U.S. Bombers, B-1 1928 to B-1 1980s. Fallbrook, CA: Aero Publishers, 1962, second edition 1974. ISBN 0-8168-9126-5.
- Mizrahi, Joe. "The Last Great Bomber Fly Off". Wings, Volume 29, Number 3, June 1999.

## 外部連結
- Encyclopedia of US Air Force Aircraft and Missile Systems, Volume II （页面存档备份，存于）
- National Museum of the Air Force
- GlobalSecurity.org （页面存档备份，存于）
- Film footage of the Martin XB-48 （页面存档备份，存于）